# Powiat gorzowski
Powiat gorzowski – powiat w Polsce (województwo lubuskie), utworzony w 1999 roku w ramach reformy administracyjnej. Siedziba władz powiatu, Gorzów Wielkopolski, nie wchodzi w jego skład, ma status miasta na prawach powiatu. Powiat położony jest w następujących regionach fizycznogeograficznych: Kotlina Gorzowska, i Kotlina Freienwaldzka. Graniczy z niemieckim krajem związkowym Brandenburgia. W granicach powiatu znajduje się Park Narodowy „Ujście Warty”. 
W skład powiatu wchodzą:
- gminy miejskie: Kostrzyn nad Odrą
- gminy miejsko-wiejskie: Witnica
- gminy wiejskie: Bogdaniec, Deszczno, Kłodawa, Lubiszyn, Santok
- miasta: Kostrzyn nad Odrą, Witnica

## Samorząd
| Imię i nazwisko       | Od         | Do         | Kadencja |
| --------------------- | ---------- | ---------- | -------- |
| Marian Firszt         | 1998       | 2002       | I        |
| Józef Żarski          | 2002       | 2006       | II       |
| Józef Kruczkowski     | 2006       | 2014       | III      |
| Józef Kruczkowski     | 2006       | 2014       | IV       |
| Małgorzata Domagała   | 2014       | 20.11.2018 | V        |
| Michał Wasilewski     | 20.11.2018 | 17.07.2020 | VI       |
| Magdalena Pędziwiatr  | 17.07.2020 | 08.01.2024 | VI       |
| Agnieszka Chudziak    | 08.01.2024 | 06.05.2024 | VI       |
| Krzysztof Karwatowicz | 06.05.2024 |            | VII      |

| Okręg | Liczba radnych | Gminy               |
| ----- | -------------- | ------------------- |
| 1     | 4              | Kostrzyn nad Odrą   |
| 2     | 5              | Lubiszyn, Witnica   |
| 3     | 5              | Bogdaniec, Deszczno |
| 4     | 5              | Kłodawa, Santok     |

| Komitet wyborczy                          | Kadencja 2002-2006 | Kadencja 2006-2010 | Kadencja 2010-2014 | Kadencja 2014-2018 | Kadencja 2018-2024 | Kadencja 2024-2029 |
| ----------------------------------------- | ------------------ | ------------------ | ------------------ | ------------------ | ------------------ | ------------------ |
| Sojusz Lewicy Demokratycznej              | 7                  | 5                  | 3                  | 1                  |                    |                    |
| KWW "Razem dla Powiatu"                   | 7                  | 4                  | 6                  | 3                  | 5                  | 2                  |
| KWW "Centrum"                             | 1                  |                    |                    |                    |                    |                    |
| Polskie Stronnictwo Ludowe                | 3                  | 3                  | 4                  | 6                  | 3                  | 3                  |
| KWW "Obywatelskie Porozumienie Społeczne" | 1                  |                    |                    |                    |                    |                    |
| Prawo i Sprawiedliwość                    |                    | 4                  | 1                  | 3                  | 4                  | 5                  |
| Platforma Obywatelska                     |                    | 1                  | 3                  | 4                  | 6                  | 5                  |
| Samoobrona Rzeczpospolitej Polskiej       |                    | 1                  |                    |                    |                    |                    |
| KWW "Kostrzyn nasz dom"                   |                    | 1                  |                    |                    |                    |                    |
| KWW Andrzeja Kunta                        |                    |                    | 2                  | 2                  |                    |                    |
| KWW Dobry Powiat                          |                    |                    |                    |                    | 1                  |                    |
| KWW Samorządowy Powiat                    |                    |                    |                    |                    |                    | 2                  |
| KWW Obywatelski Powiat                    |                    |                    |                    |                    |                    | 1                  |
| KWW Dobra Gmina Dobry Powiat              |                    |                    |                    |                    |                    | 1                  |

## Demografia
Liczba ludności (dane z 30 czerwca 2005):
|        | Ogółem | Ogółem | Kobiety | Kobiety | Mężczyźni | Mężczyźni |
| osób   | %      | osób   | %       | osób    | %         |           |
| ------ | ------ | ------ | ------- | ------- | --------- | --------- |
| Ogółem | 64 981 | 100    | 32 929  | 50,67   | 32 052    | 49,33     |
| Miasto | 24 531 | 37,75  | 12 599  | 19,39   | 11 932    | 18,36     |
| Wieś   | 40 450 | 62,25  | 20 330  | 31,29   | 20 120    | 30,96     |

▶Wieś vs ▶miasto
Ogółem (▶k, ▶m)
Miasto (▶k, ▶m)
Wieś (▶k, ▶m)
Według danych z 31 grudnia 2019 roku powiat zamieszkiwało 71 836 osób. Natomiast według danych z 30 czerwca 2020 roku powiat zamieszkiwały 72 054 osoby.

## Komunikacja
- Linie kolejowe:
  - 203 (tzw. ostbahn) (Berlin) – Kostrzyn (nad Odrą) – Gorzów Wielkopolski – Krzyż (Wielkopolski) – Piła Główna – Chojnice – Tczew – (Malbork – Elbląg – Królewiec)
  - 273 Szczecin Główny – Gryfino – Kostrzyn (nad Odrą) – Zielona Góra Główna – Głogów – Wrocław Główny
  - 367 Gorzów Wielkopolski – Skwierzyna) – Międzyrzecz – Zbąszynek.
- Drogi:
  - E65  Świnoujście – Szczecin – Gorzów Wielkopolski – Zielona Góra – Legnica – Jelenia Góra – Jakuszyce (granica pol.-czes.)
  -  Kostrzyn nad Odrą – Gorzów Wielkopolski – Wałcz – Chojnice – Malbork – Elbląg – Grzechotki (granica pol.-ros.)
  -  Szczecin – Gryfino – Kostrzyn nad Odrą – Słubice
  -  Sarbinowo – Dąbroszyn
  -  Gorzów Wielkopolski – Barnówko
  -  Kostrzyn nad Odrą – Gorzów Wielkopolski
  -  Pławin – Stare Kurowo
  -  Gorzów Wielkopolski – Drezdenko
- Przejścia graniczne:
  - drogowe i kolejowe: Kostrzyn nad Odrą – Küstrin-Kietz (kier. Berlin)

## Sąsiednie powiaty
- Gorzów Wielkopolski (miasto na prawach powiatu)
- Powiat strzelecko-drezdenecki
- Powiat międzyrzecki
- Powiat sulęciński
- Powiat słubicki
- Powiat Märkisch-Oderland (Brandenburgia, Niemcy)
- Powiat myśliborski (Województwo zachodniopomorskie)